# Lemuria (Marte)
Lemuria  è una caratteristica di albedo della superficie di Marte.